# Verdunstung

Mittlere Monats- und Jahreswerte der Verdunstungshöhe ausgewählter Flächennutzungen und der korrigierten Niederschlagshöhe für Musterorte in Deutschland. Mittelwerte für die Jahre 1893-2014.

Mittlere Monats- und Jahreswerte der Gewässerverdunstung und der korrigierten Niederschlagshöhe für Musterorte in Deutschland. Mittelwerte für die Jahre 1893–2014.

Jahreswerte der Verdunstung freier Wasserflächen (See, mittlere Tiefe 6 m) für einen Musterort in Deutschland. Mittelwerte für die Jahre 1893–2014.

Jahreswerte der potentiellen Verdunstungshöhe (bei unbegrenzt verfügbarem Wasser) nach Turc / Ivanov für einen Musterort in Deutschland. Mittelwerte für die Jahre 1893–2014.

Bei einer Verdunstung geht ein Stoff vom flüssigen in den gasförmigen Zustand über, ohne dabei die Siedetemperatur zu erreichen. Zur Verdunstung kommt es, wenn die Gasphase über der Flüssigkeit noch nicht mit Dampf gesättigt ist bzw. die relative Luftfeuchte unter 100 % liegt.

## Vereinfachte Beschreibung
Befindet sich ein einziger Stoff in einem abgeschlossenen Gefäß, der bei der gegebenen Temperatur je nach Druck gasförmig oder flüssig vorliegen kann, so bildet sich ein Gleichgewicht zwischen Flüssigkeit und dem Dampf im dann dampfgesättigten Gasraum über der Flüssigkeit. Der Druck, der in dem Gefäß vorliegt, ist der Dampfdruck der Flüssigkeit. Pumpt man den Dampf ab, so stört man das Gleichgewicht zwischen Gas und Flüssigkeit, sodass wiederum Flüssigkeit in die Gasphase übergeht. Liegt im Gasvolumen ein anderes Gas (z. B. Luft) vor, so verdampft auch hier ein Teil der Flüssigkeit, bis sich das Gleichgewicht zwischen flüssig und gasförmig wieder einstellt. Der Druck, bei dem dies geschieht, ist jedoch durch das beigefügte Gas größer. Verdunsten ist das Sättigen des umgebenden Gasraums mit dem verdunsteten Gas der Flüssigkeit, bis ein Dampf-Flüssigkeit-Gleichgewicht (abhängig von den Dampfdrücken aller beteiligten Stoffe) erreicht wird.
Bei Temperaturen unterhalb des Tripelpunktes geht das gasförmige Wasser nicht in den flüssigen Zustand über, sondern in den festen. Es bildet sich also Reif und man spricht hier vom Reifpunkt statt vom Taupunkt. Hier besteht das dynamische Gleichgewicht zwischen Feststoff und Dampfphase, so dass sich Sublimieren und Resublimieren die Waage halten. Daher ist es möglich Wäsche bei Temperaturen unter dem Gefrierpunkt zu „trocken“. Die Wäsche ist streng genommen auch schon vor der Sublimation nicht mehr feucht, da ja das enthaltene Wasser gefriert. Dieser Effekt wird u. a. bei der Gefriertrocknung im industriellen Maßstab genutzt.
Bei allen Phasenübergängen können metastabile Zustände auftreten. Diese Effekte wie unterkühltes Wasser, werden hier nicht berücksichtigt.

## Einordnung in die Thermodynamik
Die Verdunstung selbst stellt eine Phasenumwandlung dar und leitet sich deshalb auch aus den Gesetzen der Thermodynamik ab, ohne die man diesen Prozess nicht verstehen kann. Entsprechend der Maxwell-Boltzmann-Verteilung weisen die Teilchen eines Gases, aber auch in ähnlicher Form die Teilchen einer Flüssigkeit, eine Geschwindigkeitsverteilung auf. Es existieren daher bei beiden immer zugleich langsame und schnellere Teilchen, wobei diese über eine spezifische kinetische Energie verfügen und der Anteil sowie die Geschwindigkeit der schnelleren Teilchen mit steigender Temperatur zunehmen. Da schnelle Teilchen mit einer ausreichend hohen kinetischen Energie hierbei in der Lage sind, die Anziehungskräfte zu überwinden, die durch ihre Nachbarteilchen auf sie wirken, wechseln immer einige von ihnen von der flüssigen in die gasförmige Phase. Es treten jedoch auch immer verlangsamte Teilchen der gasförmigen Phase in die flüssige Phase zurück, weshalb sich mit der Zeit, ohne eine Beeinflussung von außen und ohne dass eine der Phasen aufgebraucht wird, ein dynamisches Gleichgewicht einstellt. In der Erdatmosphäre wird ein solches Gleichgewicht jedoch nicht immer erreicht (weil Wind die angefeuchtete Luft fortträgt). Falls das Gleichgewicht so gestört ist, dass mehr Teilchen aus der flüssigen Phase austreten, als in sie eintreten, spricht man von Verdunstung. Die Verdunstung kann auch zum vollständigen Verschwinden der flüssigen Phase führen, was als Austrocknung bezeichnet wird.
Zur Verdampfung ist Wärmeenergie (siehe Verdampfungsenthalpie) nötig, die aus der flüssigen Phase oder der darüberstreichenden Gasphase stammt. Beim Verdunstungsprozess kühlt sich eine der beiden Phasen ab, dies führt zur sogenannten Verdunstungskühlung, wobei der Flüssigkeit oder der Gasphase die Verdampfungsenthalpie entzogen wird, was zur Abnahme der Temperatur führt, die tiefste Temperatur den die Flüssigkeit beim Verdunsten einnehmen kann (unterhalb der Lufttemperatur) kann aus der Kühlgrenztemperatur ermittelt werden.

### Unterscheidung: Verdunsten und Sieden
Im thermodynamischen Gleichgewicht entspricht der Partialdruck dem Sättigungsdampfdruck der Gasphase der verdunstenden Substanz. Verdunstung tritt also dann auf, wenn der Sättigungsdampfdruck größer ist als der Partialdruck. Dieser Prozess läuft jedoch langsam ab, da die flüssige Phase in sich stabil ist, solange der Dampfdruck unterhalb des Gesamtdruckes liegt. Entspricht der Dampfdruck jedoch dem Gesamtdruck oder übersteigt diesen, so ist der Siedepunkt erreicht und es siedet die Substanz, unter Blasenbildung. Verdunstung ist also nur möglich, wenn noch ein stofffremdes Gas, oder auch mehrere Gase als Gasgemisch – in der Regel Luft – vorhanden ist, das den Restdruck zur Verfügung stellt. Der umgekehrte Prozess – die Kondensation – findet statt, wenn der Sättigungsdampfdruck unter dem Partialdruck liegt.

## Wasserverdunstung

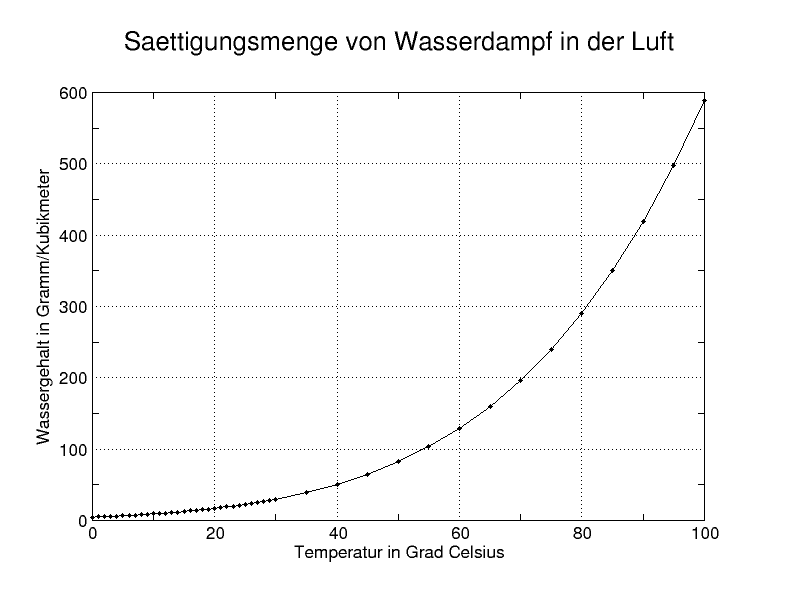
Die Sättigungsmenge von Wasserdampf in Luft in Funktion der Temperatur.

Wasser verdunstet schon bei Raumtemperatur, sofern die Luft nicht mit Wasserdampf gesättigt ist, was dem oben beschriebenen dynamischen Gleichgewicht entsprechen würde.
Auf dem Prinzip der Wasserverdunstung beruht beispielsweise das Freilufttrocknen von Wäsche oder das Verschwinden von Wasserpfützen. Der Effekt der Verdunstungskühlung durch Wasser ist die Grundlage für den Effekt der Thermoregulation durch Schwitzen, indem der Haut die Verdunstungswärme entzogen und diese dadurch abgekühlt wird.
In der Ökologie, Meteorologie und Klimatologie wird zwischen Transpiration (Schwitzen + Blattverdunstung) und Evaporation (Verdunstung von Wasser auf unbewachsenem/freiem Land oder Wasserflächen) als Formen der Verdunstung unterschieden, wobei man beide auch zur Evapotranspiration zusammenfasst.
Die Aufnahme von Wasser in die Erdatmosphäre durch Verdunstung spielt sich dabei auf der Erdoberfläche, also beispielsweise Wasserflächen, Böden und Pflanzen ab. Abhängig ist die Verdunstung hauptsächlich von folgenden Faktoren:
- Lufttemperatur
- Luftfeuchtigkeit
- Sonneneinstrahlung (Jahreszeit)
- Windstärke bzw. bedingt auch Windrichtung
- Oberflächenbeschaffenheit (Bodentyp usw.) und Vegetation
- Wassergehalt des Bodens bzw. Niederschlagsmenge

Durch die vielfältigen Parameter, von denen die Verdunstung abhängig ist, wird deren Bestimmung sehr schwierig und aufwändig. Meistens wird die Verdunstung deshalb nicht gemessen, sondern unter Zuhilfenahme mathematischer Modelle lediglich mit einer Näherung geschätzt. Die resultierende Verdunstung pro Zeitspanne, also sozusagen die Verdunstungsgeschwindigkeit, bezeichnet man als Verdunstungsrate.
Man unterscheidet die potentielle Verdunstung, welche die aufgrund der meteorologischen Bedingungen prinzipiell mögliche Verdunstungsrate darstellt, von der tatsächlichen Verdunstung, die den real vorhandenen Wassergehalt, beispielsweise des Bodens, mit einbezieht. Dabei ist die potentielle Verdunstung immer größer oder gleich der tatsächlichen Verdunstung. Bei Trockenheit, also vor allem in ariden Klimazonen, können sich beide Werte stark unterscheiden.

## Verdunsten anderer Stoffe
Leichtflüchtige Lösungsmittel wie beispielsweise Aceton, Diethylether verdunsten ebenfalls leicht (und deren Dämpfe reichern sich dann in der Raumluft an). Das Prinzip der Verdunstung wird auch bei Lösungsmitteln von Lacken angewendet, die dadurch nach einem Anstrich auftrocknen (und dann meist zusätzlich chemisch zu einem Lackfilm vernetzen).

## Berechnung und Messung
Die Verdunstung von Wasser über dem Boden lässt sich nur mit hohem Aufwand messen, meistens durch Evaporimeter oder Lysimeter. Gemessen wird dabei die so genannte Grasreferenzverdunstung, die aufgrund der eher theoretischen Definition der potenziellen Verdunstung als dessen messtechnisches Synonym genutzt wird. Wesentlich stärker verbreitet sind hingegen eine große Zahl unterschiedlicher Näherungsformeln, die angepasst an verschiedene Einflussfaktoren zur Berechnung der Verdunstung dienen können. Deren Fehler richten sich vor allem nach den jeweils zur Verfügung stehenden Daten, was insbesondere in Bezug auf Einflussfaktoren wie Nutzung, Bewuchs, Wurzeltiefe und hydrologische Bodeneigenschaften problematisch ist. Näherungsformeln auf Basis meteorologischer Standardmessgrößen erreichen jedoch im Allgemeinen nur eine sehr beschränkte Genauigkeit.
Ein Beispiel ist etwa die Formel für die sogenannte „Verdunstungsrepräsentante“, die Holdridge für sein Modell der natural life zones (Abhängigkeit der unterschiedlichen Pflanzenformationen von Temperatur, Niederschlag und Verdunstung) zugrunde legte: Er multiplizierte dazu die Biotemperatur einer Region mit der Konstanten 58,93. Das Ergebnis gibt in Millimeter die Menge des jährlich verdunstenden Wassers an.

## Beispiele zur technischen Nutzung
Die offene Verdunstung ist aufgrund der Nutzung von Umwelt- und Sonnenenergie ein recht energiesparsamer Prozess. Darum wird er auch großtechnisch genutzt, wo die Produktstabilität es zulässt. Bei der Lithiumgewinnung wird die Sole vor dem Transport in der Salar de Atacama, Chile, oder in Silver Peak, USA, in riesigen Solarteichen durch Verdunstung teilweise um den Faktor 40 aufkonzentriert. Hierbei kann die Durchlaufzeit durch mehr als 10 Solarteiche bis zu zwei Jahre betragen. Ein weiteres Beispiel ist die Gewinnung von Meersalz aus Meerwasser. In Dampier, Australien, werden hierzu Salzgärten auf einer Fläche von mehr als 9000 ha betrieben. Zwar kann die Verdunstung in Solarteichen in Deutschland wegen der hohen Niederschläge und der relativ geringen Sonneneinstrahlung nicht genutzt werden, aber auch hier wird die Verdunstung zur Salzgewinnung in Gradierwerken genutzt.
Eine weitere technische Anwendung der Verdunstung ist die solare Klärschlammtrocknung. Der in der Abwasserreinigung anfallende und vorentwässerte Klärschlamm wird dazu in Trocknungshallen mit transparenter Gebäudehülle (Folie-, Polycarbonat- oder Glaseindeckung) großflächig aufgebracht. Die einstrahlende Sonne erwärmt den lagernden Klärschlamm, wodurch der Dampfdruck im Klärschlamm gegenüber der darüberstehenden Luft erhöht wird und Wasser aus dem Klärschlamm verdunstet. Die feuchte Luft wird über eine computergesteuerte Lüftungstechnik aus der Trocknungshalle abgeführt. So wird aus dem Abfall Klärschlamm nachwachsender Sekundärbrennstoff mit einem Heizwert von 8–11 MJ/kg TS (entspricht ca. 2–3 kWh/kg TS; Umrechnung: 1 MJ = 0,2778 kWh) hergestellt, der in Kohlekraft- und Zementwerken fossile Energieträger ersetzt.
Seit 2008 steht die weltgrößte solare Klärschlammtrocknungsanlage mit 20.000 m2 Trocknungsfläche bei Palma. In 12 Doppelhallen werden ca. 30.000 t Klärschlamm pro Jahr im Batch-Verfahren solar getrocknet. Die Klärschlammtrocknung wird mit dem Wenderoboter „Elektrisches Schwein“ betrieben. Die Ausbaugröße der angeschlossenen Kläranlagen beträgt 600.000 Einwohnerwerte.
Den für den Verdunstungsprozess notwendigen Energieaufwand machten sich die Menschen schon in der Antike zunutze, um Getränke und andere Lebensmittel zu kühlen. Diese wurden in porösen Tongefäßen aufbewahrt und durch die Verdunstung eines kleinen Teils der Flüssigkeit durch die Gefäßwand hindurch konnte der verbleibende größere Rest relativ kühl gehalten werden. Auch mit Filz oder Leder überzogene Feldflaschen nutzen diesen Kühleffekt, wozu sie angefeuchtet werden müssen.
Eine weit verbreitete praktische Nutzung des Verdunstungsprinzips stellen Luftbefeuchter dar.
Weitere Anwendungsbeispiele sind die Messung der Luftfeuchtigkeit mithilfe eines Psychrometers.